# گراوینا این پولیا
گراوینا این پولیا (به ایتالیایی: Gravina in Puglia) یک کومونه در ایتالیا است که در استان باری واقع شده‌است.

## خصوصیات
گراوینا این پولیا ۳۸۴٫۷۳ کیلومترمربع مساحت و ۴۳٬۷۹۰ نفر جمعیت دارد و ۳۶۷ متر بالاتر از سطح دریا واقع شده‌است.

## خواهرخوانده
شهر San Giuliano Milanese خواهرخواندهٔ گراوینا این پولیا هست.